# タジマ食品工業
タジマ食品工業株式会社（たじましょくひんこうぎょう）は、兵庫県豊岡市にある粉末たん白、食品添加物製剤、植物性抽出医薬品（原薬）、健康食品素材の製造を中心とする食品会社。
日本新薬株式会社の子会社であり、機能食品カンパニーの主力工場に当たる。

## 概要
- 企業名　タジマ食品工業株式会社
- 沿革
  - 1961年6月　但馬澱粉株式会社として設立
  - 1970年12月　現社名に改称
- 代表者　代表取締役　田中輝夫
- 本社所在地　兵庫県豊岡市日高町東芝435
- 資本金　5000万円